# Labioporella rhomboidalis
Labioporella rhomboidalis is een mosdiertjessoort uit de familie van de Steginoporellidae. De wetenschappelijke naam van de soort is voor het eerst geldig gepubliceerd in 1952 door Mawatari.